# Komorské ostrovy

lokalizace Komorských ostrovů v Mosambickém zálivu

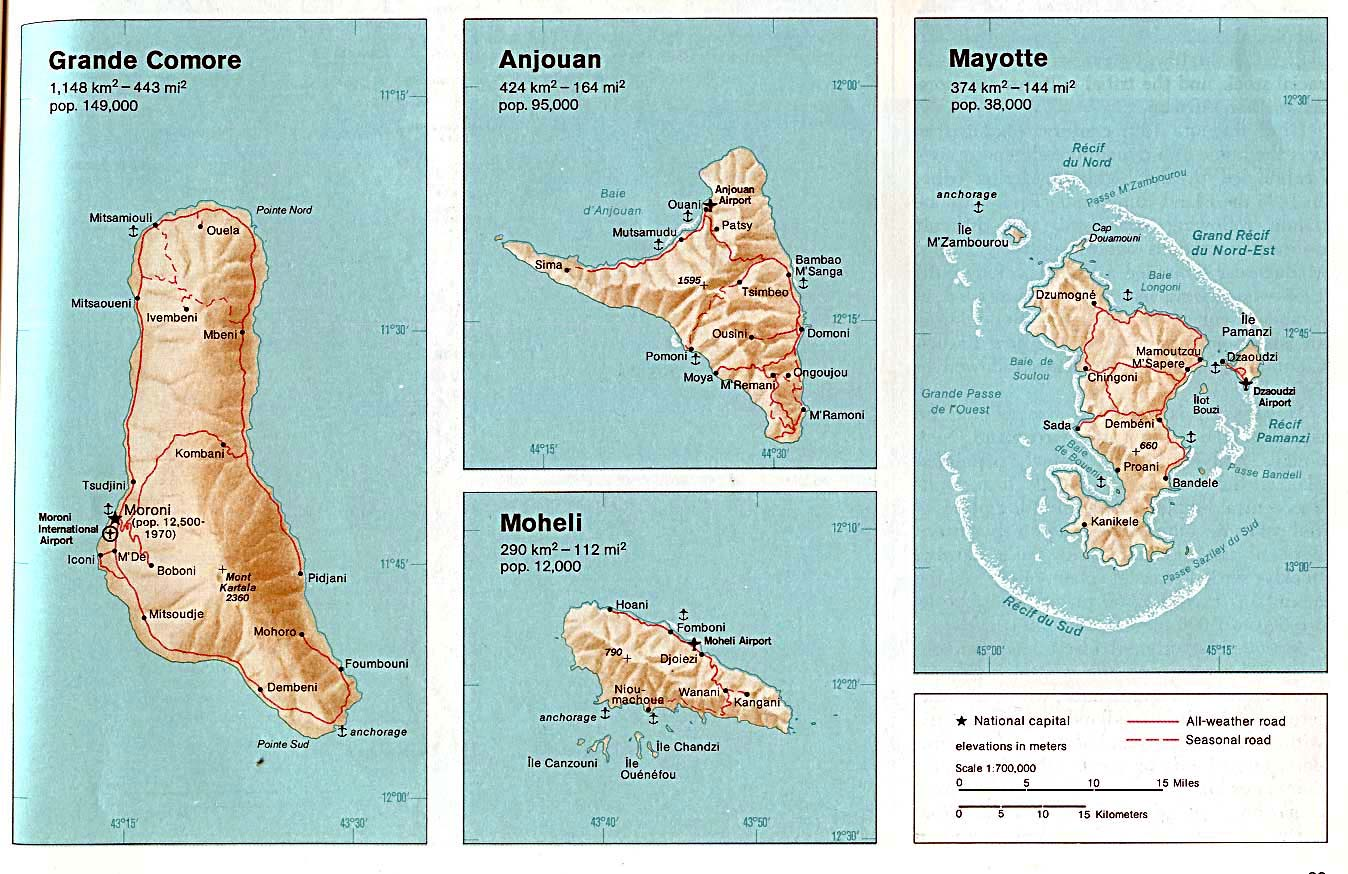
mapy jednotlivých ostrovů

Komorské ostrovy je skupina 4 ostrovů v Mosambickém průlivu. Kromě 4 hlavních ostrovů patří k souostroví i několik dalších menších ostrovů, ostrůvků a skalisek. Celková rozloha ostrovů činí 2 236 km². Nacházejí se zhruba v polovině cesty mezi Mosambikem a Madagaskarem. Rozprostírají se v tropickém podnebném pásu. Střídají se zde období sucha a deště. Jedná se o ostrovy vulkanického původu. Politicky jsou rozděleny na samostatný stát Komorský svaz (tvořen 3 ostrovy) a francouzský zámořský departement Mayotte. Na Mayotte se platí eurem, Komorský svaz používá komorský frank. Nejrozšířenějším jazykem na všech ostrovech je komorština, na každém ostrově se však vyvinulo odlišné nářečí komorštiny. Další používané jazyky jsou francouzština a arabština.

## Základní fakta o ostrovech
| komorský název    | Nzwani                           | Mwali                           | Ngazidja                         | Mahoré                         |
| francouzský název | Anjouan                          | Mohéli                          | Grande Comore                    | Mayotte                        |
| ----------------- | -------------------------------- | ------------------------------- | -------------------------------- | ------------------------------ |
| vlajka            | vlajka Anjouan                   | vlajka Mohéli                   | vlajka Grande Comore             | vlajka Mayotte                 |
| rozloha           | 424 km²                          | 290 km²                         | 1 148 km²                        | 374 km²                        |
| počet obyvatel    | 277 500                          | 38 000                          | 316 600                          | 186 500                        |
| hustota zalidnění | 654 obyv./km²                    | 131 obyv./km²                   | 275 obyv./km²                    | 498 obyv./km²                  |
| správní středisko | Mutsamudu                        | Fomboni                         | Moroni                           | Mamoudzou                      |
| lokalizace        | 12°13′40″ j. š., 44°27′16″ v. d. | 12°19′8″ j. š., 43°43′20″ v. d. | 11°41′38″ j. š., 43°19′55″ v. d. | 12°47′54″ j. š., 45°9′9″ v. d. |